# Marcelo Garcia
Marcelo Garcia, dit également Marcelinho, né en 1983 au Brésil, est un pratiquant renommé de jiu-jitsu brésilien et de grappling, considéré comme l'un des meilleurs grappleurs de tous les temps. Il a remporté les Championnats du monde de jiu-jitsu brésilien dans toutes les catégories de ceintures (bleu, violette, marron et à cinq reprises en noire) et les championnats du monde de Submissions Grappling (ADCC) à quatre reprises (en 2003, 2005, 2007 et 2011) dans la catégorie des moins de 77 kilos . Ceinture noire de JJB de Fabio Gurgel (Alliance), il est notamment connu pour ses victoires en Absolute (catégorie sans limite de poids) contre des adversaires bien plus lourds et puissants que lui ainsi que pour sa célèbre X Guard et son don pour prendre le dos de l'adversaire et de placer un étranglement arrière.
Alors qu'il est toujours compétiteur, il débute en parallèle une carrière d'enseignant.
En 2008, Marcelo ouvre une école de Jiu Jitsu à Pembroke Pines, une ville dans le sud de la Floride, entre Miami et Ft lauderdale.  
En 2009, il s'installe à New York et y ouvre son académie où il enseigne le JJB et le grappling à plein temps, décidant de renoncer à une carrière en arts martiaux mixtes (MMA). En parallèle il s'associe avec Josh Waitzkin, jeune prodige des échecs, pour créer MGinAction, une base de données vidéos en ligne destinée à l'entrainement. 
En décembre 2011 il décerne ses deux premières ceintures noires à Josh Waitzkin et Alexander Meadows .

## Biographie

### Jeunesse
Marcelo Garcia est né en 1983 dans une petite ville appelée Formiga (qui signifie « fourmi ») dans l'état de Minas Gerais, au Brésil. Sa passion pour les arts martiaux vient très tôt, en regardant, enfant, des films comme Karaté Kid (The Karate Kid) ou Opération Dragon qui ont été parmi ses préférés. Même si Marcelinho (son surnom, signifiant « petit Marcelo ») est né et a grandi dans une ville brésilienne, il n'a pas pu accéder au jiu-jitsu brésilien immédiatement, celui-ci n'étant représenté alors que dans les grandes villes.
Motivé par les films qu'il aime, il commence à pratiquer le karaté à l'âge de 8 ans. Il passe des années à se consacrer à cet art martial japonais, se concentrant sur les kata et participant à des tournois locaux. Bien qu'il y consacre beaucoup d'énergie, il ne voit pas comment ces séquences de mouvements rigides peuvent être appliquées en combat et il se désintéresse petit à petit du karaté qu'il arrête définitivement après quatre ans de pratique.
Après un an passé loin de arts martiaux, un ami l'invite un jour à un cours de judo. Marcelo n'aimait pas la lutte et il avait la certitude qu'en combat, un frappeur aurait l'avantage sur un grappler. Il va tout de même au cours enseigné par un judoka, Fabiano de Souza. Marcelo apprécie l'agressivité du judo, et décide de retourner vers les arts martiaux.
Son amour pour le judo devient de plus en plus fort, renforcé par quelques victoires en tournois. Devenu plus proche de son entraîneur, Marcelo apprend que celui-ci est aussi un passionné de Jiu Jitsu, et prodigue des cours de JJB trois fois par semaine dans une ville voisine appelée Devinopolis. Désireux de suivre les traces de son maître de judo, Marcelinho lui demande s'il peut également assister à l'une de ces séances de jiu jitsu. Fabiano accepte et c'est ainsi que Marcelo l'accompagne et participe à sa première classe de JJB, dirigée par Iran Brasileiro, une ceinture noire de Rickson Gracie.
Bientôt Marcelo commence à ajouter des cours de jiu jitsu à son entraînement régulier, et il fait trois voyages par semaine à l'académie d'Iran Brasileiro. Sa première compétition de JJB ne se passe pas comme prévu et il perd dès le premier match, ce qui ne le démotive pas à concourir à nouveau. Il commence à acheter des magazines de JJB afin d'y apprendre de nouvelles techniques et les met en application avec ses partenaires d'entraînement.

### À la recherche de la meilleure formation
Un jour il entend parler d'une bonne académie de JJB Gracie Barra à Ribeirão Preto, située à de nombreux kilomètres de sa ville natale, dans l'état de São Paulo. Marcelo fait le voyage et constate un Jiu Jitsu beaucoup plus évolué, avec des techniques qu'il n'avait jamais vu auparavant, telles que la spider garde ou la demi-garde. Il se rend compte qu'il lui sera difficile de devenir un champion en restant à Devinopolis et il commence à réfléchir à la meilleure façon de déménager vers une plus grande ville afin de s'entraîner avec une meilleure équipe .
Avant qu'il ait eu le temps de mettre à exécution son plan, Marcelo participe à un tournoi d'état, et rencontre Paulo Rezende (surnommé Paulão) qui l'invite à venir s'entraîner à temps plein à son académie située à Poços de Caldas. Paulão s'occupe d'une équipe beaucoup plus important et lui offre une formation gratuite et un endroit pour dormir au gymnase, en échange de tâches ménagères telles que nettoyer les tapis, faire des courses, etc. Marcelo accepte et après avoir obtenu le feu vert de ses parents, il fait les dix heures de bus nécessaires pour rejoindre l'Académie de Paulão. Il a alors 16 ans .
Dans cette nouvelle académie et sous la supervision de Paulão, Marcelo commence à s'entraîner quatre fois par jour, avec une première session à 6h du matin, une seconde à 8h, une troisième à 15 heures et enfin une dernière à 19 heures. Durant cette période, Marcelo commence à travailler sa garde. Ancien judoka, sa force réside dans son jeu debout, mais sa garde a désespérément besoin d'être améliorée. Pendant des mois, il travaille sur le dos et s'il se fait laminé au début, il parvient petit à petit à ajouter cette nouvelle arme à son arsenal de JJB .
Lors d'une compétition, alors qu'il combat encore chez les juniors, son entraîneur l'inscrit dans la catégorie adulte, en absolute, catégorie sans limite de poids. Marcelinho est très réticent tant le défi semble difficile, mais il accepte d'être inscrit sur la liste. Il combat avec bravoure et atteint la finale contre un adulte pesant plus de 300 livres. Les règles différent des règles IBJJ standards, il n'y a pas de points et aucune limite de temps. Garcia remporte le combat par étranglement après un épuisant combat de 45 minutes. À partir de ce moment, il commence à participer aux compétitions sans limite de poids à chaque fois qu'il le peut .
Essayant toujours de rivaliser au plus haut niveau, Marcelinho voyage dans tout le Brésil. Lors d'un séjour à Rio de Janeiro, on l'empêche de participer au tournoi à cause d'un problème avec les droits d'entrée. Une fille faisant partie de l'organisation vient à son aide et réussi à convaincre le reste de l'équipe de laisser Marcelo rentrer dans la compétition. À la fin de la journée Marcelo se présente à celle qui est venu à son secours. Son nom est Tatiana. Ils commencent à se fréquenter peu de temps après ... Elle deviendra plus tard son épouse .
Avec son entrainement intense, Marcelo commence à gagner des championnats, d'abord des championnats d'États et plus tard ses premiers Championnats du Monde. Après sa première victoire aux Mondials il réalise tout son potentiel et commence vraiment à croire en lui. Tatiana, sa petite amie, le convainc qu'il serait bénéfique pour sa carrière de rejoindre une plus grande équipe à Sao Paulo. Et c'est ainsi qu'à la suite de la proposition de Fernando Augusto "Terere" de devenir entraîneur adjoint au sein de son académie Alliance, il part vivre à São Paulo, un des plus grands centres de Jiu Jitsu au monde .

### Rencontre avec Fabio Gurgel et début de la reconnaissance internationale
Cette période de sa vie est difficile, il enseigne chez Terere et Leo Vieira mais l'argent est rare et tout ce qu'il peut s'offrir est un logement à des heures de route de l'académie. C'est pourquoi, lorsque Fabio Gurgel lui offre de venir enseigner dans son académie qui n'est autre que le quartier général d'Alliance, il accepte volontiers.
Grâce à ce nouveau partenariat avec Gurgel (qui est l'un des meilleurs instructeurs de JJB au monde) Garcia fait un énorme pas en avant une fois de plus. C'est aussi une période où il commence à gagner plus d'argent ce qui lui permet de stabiliser ses finances. Il commence également à s'entrainer sans le kimono pour la première fois. Il est alors ceinture marron de JJB et n'a jamais tourné ou combattu en no gi .
En 2003, toujours désireux de participer à autant de compétitions que possible, il profite du fait que le fameux tournoi de l'ADCC se déroule à Sao Paulo cette année-là pour s'inscrire aux sélections brésiliennes. Il combat bien et parvient en finale de sélection, qu'il perd d'un point (guard pull) contre Daniel Moraes. Normalement éliminé, il est pourtant rappelé à la dernière minute pour entrer dans la compétition en tant que remplaçant, après le forfait de Denis Hallamn. Grand outsider, il se retrouve à participer à la plus grande compétition de grappling au monde, dans l'une des catégories les plus difficiles. Il se retrouve contre des légendes du sport tels que Renzo Gracie et Vitor Ribeiro, qu'il bat tous les deux, en passant la garde et prenant le dos du premier, et en plaçant rapidement un étranglement arrière sur le deuxième. Il remporte le tournoi dans sa catégorie des moins de 77 kilo avec une facilité déconcertante, étonne les observateurs en brillant dans la catégorie sans limite de poids, battant Mike Van Arsdale puis faisant un beau combat contre un Pe de Pano trop grand et trop technique. Et remporte le titre du combattant le plus technique du tournoi. Cette année-là il gagne sa place au sommet de la lutte de soumission (Submission Wrestling). Avec la récompense il offre à son père une Ford Focus 2000 pour remplacer son ancienne Volkswagen 1984 ,.
Il fait encore mieux lors de l'édition suivante, à l'ADCC 2005, en remportant à nouveau le titre de champion dans sa catégorie contre Chris Brennan, Shinya Aoki, Leo Santos et Pablo Popovitch. Et il surprend encore dans la catégorie open en effectuant une clé de talon sur le puissant Ricco Rodriguez au 1er tour, puis en battant Diego Sanchez, et en perdant lors d'un difficile combat contre Ronaldo Jacare qui le surprend en pullant la garde. Il remporte la 3e place de l'open après une victoire contre Xande Ribeiro. Il remporte également le titre de meilleur combat de l'évènement pour son superbe combat contre Rodriguez.
En mai 2006 il remporte lors des championnats brésiliens de Jiu Jitsu à la fois le titre dans la catégorie des poids moyens mais également en Absolute.
Il continue sur sa lancée, et les années suivantes remporte les plus prestigieux tournois de JJB (gi) et de grappling (no gi) : 4 x champion ADCC (2003, 2005, 2007, 2011), 5 x World Champion – black belt (2004, 2006, 2009, 2010, 2011), Pan-Am Champion (2007), 3 x Brazilian National Champion (2004 & 2006 middleweight, 2006 absolute) .
Ayant gagné tous les titres majeurs possible en JJB et grappling il s'engage vers un autre challenge, s'essayant au arts martiaux mixtes (MMA). Il rejoint pour cela l'académie MMA de Floride, l'American Top Team, sans pour autant quitter Alliance et Jiu Jitsu.
En 2009 Marcelo ouvre son académie de grappling et de JJB à New York, s'éloignant du MMA et se consacrant pleinement à son école et à ses élèves. Il déclare lors d'une interview qu'il ne participera plus à un combat de MMA et qu'il désire retourner au JJB. La même année il remporte à nouveau les championnats du monde .

## Principaux titres
Principaux titres en compétitions de JuJitsu brésilien et à l'ADCC  : 
- 4 fois champion de l'ADCC (2003, 2005, 2007, 2011)
- 5 fois champion du monde en JJB  – ceinture noire (2004, 2006, 2009, 2010, 2011)
- Champion Pan-Am (2007)
- 3 fois champion national du Brésil en JJB  (2004 & 2006 middleweight, 2006 absolute).

## Anecdotes
Chose étonnante à ce niveau de pratique, Marcelo n'a pas d'entrainement spécifique en cardio ou en musculation. Il se contente d'un échauffement avec des mouvements de gymnastique naturelle avant les cours. Et dit qu'il pense vraiment que pour devenir bon en jiu jitsu, il faut faire du jiu jitsu autant que l'on peut. Et que s'il faut choisir entre s'entrainer en jiu jitsu ou pousser des poids, il faut toujours choisir le jiu jitsu .

## Titres en jiu-jitsu brésilien
| Palmarès en jiu-jitsu brésilien |                                                                          |                                                 |                              |
| Date                            | Résultat                                                                 | Catégorie                                       | Lieu                         |
| 1997                            | Blue Belt Awarded                                                        |                                                 |                              |
| 1997 May                        | Champion of Minas Gerais Jiu Jitsu State Competition                     | Blue Belt                                       | MG / Brazil                  |
| 1998 May                        | Champion of Minas Jiu Jitsu State Competition                            | Blue Belt                                       | Mg / Brazil                  |
| 1999 April                      | Champion of Brazilian Jiu Jitsu Competition by Team                      | Heavyweight                                     | RJ / Brazil                  |
| 1999 June                       | Champion of Sao Paulo Jiu Jitsu State Competition                        | Heavyweight                                     | SP / Brazil                  |
| 1999 July                       | World Champion                                                           | Juvenile Category / Heavyweight                 | RJ / Brazil                  |
| August 1999                     | Purple Belt Awarded                                                      |                                                 |                              |
| 2000 June                       | Champion of Sao Paulo State Competition                                  | Middleweight                                    | SP / Brazil                  |
| 2000 July                       | World Champion Adult                                                     | Middleweight                                    | RJ / Brazil                  |
| August 2000                     | Brown Belt Awarded                                                       |                                                 |                              |
| 2000 October                    | Second Place at Brazilian Comp.                                          | Middleweight                                    |                              |
| 2000 October                    | Second place Brazilian Competition                                       | Absolute Division                               | RJ / Brazil                  |
| 2001 June                       | Champion of Sao Paulo Jiu Jitsu State Competition                        | Middleweight                                    | SP / Brazil                  |
| 2001 October                    | Third Place at the Brazilian Competition                                 | Absolute Division                               | RJ / Brazil                  |
| 2001 October                    | Third Place at the Brazilian Competition                                 | Middleweight                                    | RJ / Brazil                  |
| 2002 April                      | Champion of Sao Paulo Jiu Jitsu Competition                              | Middleweight                                    | SP / Brazil                  |
| 2002 April                      | Second Place at Brazilian by Team Competition                            | Heavyweight                                     | RJ / Brazil                  |
| 2002 July                       | First Place at the World Jiu Jitsu Competition                           | Middleweight                                    | RJ / Brazil                  |
| August 2002                     | Blackbelt Awarded                                                        |                                                 |                              |
| 2002 September                  | Sao Paulo State Champion                                                 | Middleweight and Open Weight                    | SP / Brazil                  |
| 2002 October                    | Third Place                                                              | Absolute HeayWeight at Brazilian Competition    | RJ / Brazil                  |
| 2003 May                        | Champion of ADCC - Submission Grappling - Awarded Most Technical Fighter | up to 76 Category                               | SP / Brazil                  |
| 2003 June                       | Second Place Brazilian Competition by Team                               | Heavyweight                                     | RJ / Brazil                  |
| 2003 July                       | Second Place at the World Jiu Jitsu Competition                          |                                                 | RJ / Brazil                  |
| 2004 March - 2005 March         | Champion of Arnold Schwarzenegger Submission Competition                 | Heavyweight                                     | Columbus - Ohio / États-Unis |
| 2004 May                        | Champion of Brazilian Competition Middleweight                           | Second place absolute division                  | RJ / Brazil                  |
| 2004 July                       | World Competition of Brazilian Jiu Jitsu                                 | Middleweight - Second place absolute Division   | RJ / Brazil                  |
| 2005 March                      | Champion of Arnold Schwarzenegger Submission Competition                 | Heavyweight                                     | Columbus - Ohio / États-Unis |
| 2005 May                        | Champion of ADCC - Submission Grappling                                  | up to 76 kg Category - Awarded Best Fight       | long Beach / CA - États-Unis |
| 2005 June                       | Champion of Coca Cola Submission Competition                             |                                                 | Atlanta / GA - États-Unis    |
| 2005 November                   | Champion of Alliance Cup                                                 |                                                 | SP / Brazil                  |
| 2006 May                        | Champion of National Brazilian Competition                               | Middleweight                                    | RJ / Brazil                  |
| 2006 May                        | Champion of National Brazilian Competition                               | Open Weight                                     | RJ / Brazil                  |
| 2006 June                       | Champion Professional Submission League                                  |                                                 | LA / California              |
| 2006 July                       | World Champion of Brazilian Jiu jitsu                                    | Middleweight                                    | Third Place Open Weight      |
| 2006 November                   | Champion Professional Submission League                                  |                                                 | LA / California              |
| 2006 November                   | Champion Ground Fight Superfight Tournament                              |                                                 | Houston / Texas              |
| 2007 February                   | Champion Grapplers Quest Best of the East                                |                                                 | Madison / NJ                 |
| 2007 February                   | Champion Superfight Ò Luta CasadaÓ                                       |                                                 | Rio de Janerio / Brazil      |
| 2007 March                      | Pan American Champion                                                    | Middle Weight                                   |                              |
| 2007 May                        | Defending Champion of ADCC - Submission Grappling                        | up to 76 kilos - Awarded most technical fighter | Trenton / NJ                 |